# Філософія гумору

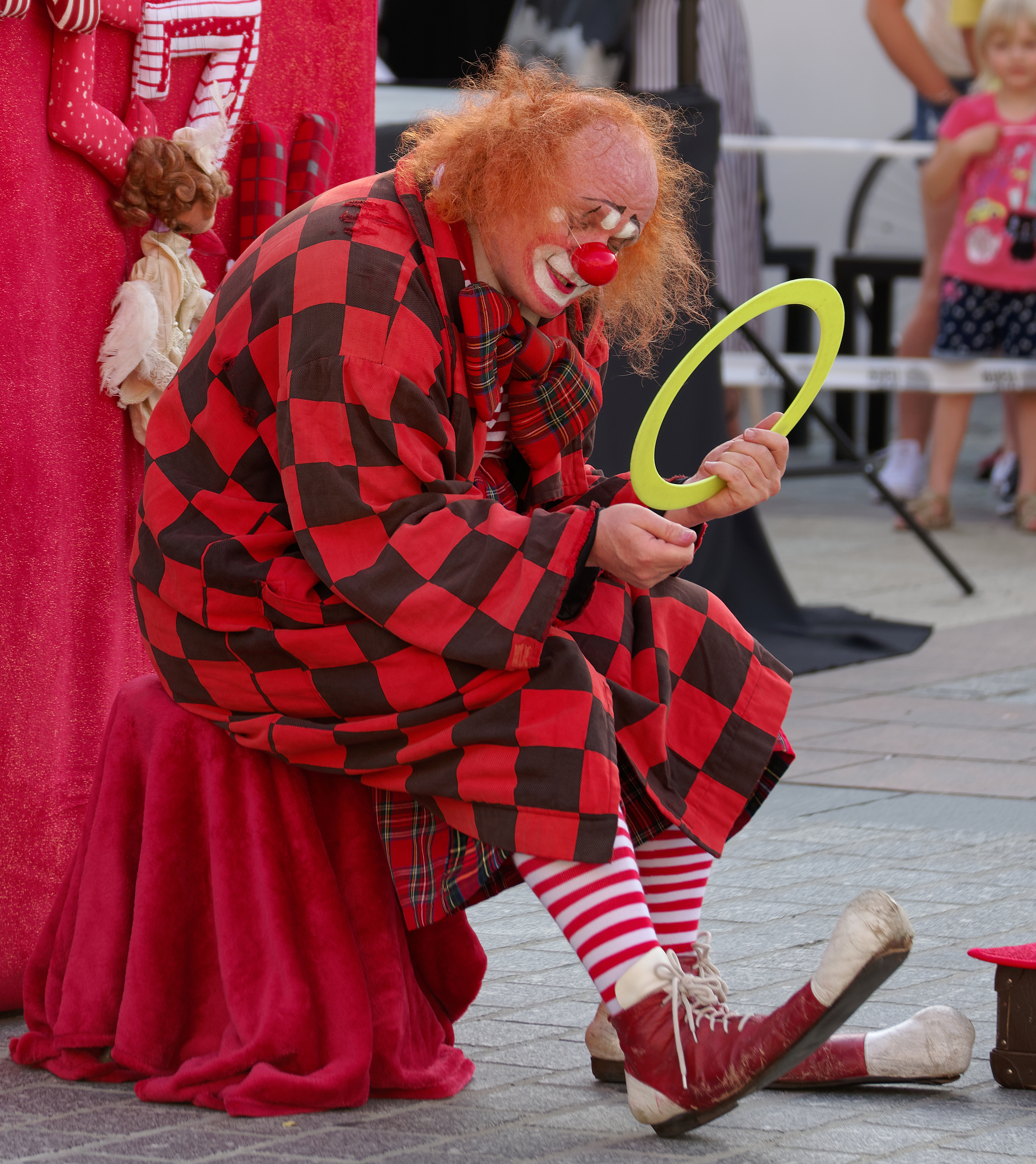
Клоун на фестивалі вуличного театру

Філософія гумору (також часто вживається термін теорія гумору) — розділ філософії, який вивчає природу гумору, його соціальні функції, вплив на розвиток особистості.
Існує багато теорій гумору, які намагаються пояснити, що таке гумор, яке його соціальне призначення, і що можна вважати гумористичним, смішним. Філософія гумору вперше задокументована в Стародавній Греції, але оскільки термін «гумор» в сучасному розумінні вживається з XVIII століття, її активний розвиток ведеться саме з того часу.

## Історія досліджень
До XX століття окремих систематичних досліджень гумору не проводилося, хоча з античних часів практично кожен видатний філософ що-небудь писав про сміх або гумор. Слово «гумор» не використовувалося в його нинішньому розумінні до XVIII століття, тому традиційні дискусії велися про сміх чи комедію. Найбільше, що такі великі філософи, як Платон, Томас Гоббс і Іммануїл Кант писали про сміх або гумор — це кілька абзаців в рамках обговорення іншої теми. «Сміх» Анрі Бергсона 1900 року був першою окремою книгою відомого філософа про гумор.
Від часів Стародавньої Греції до XX століття переважна більшість філософських коментарів про сміх і гумор зосереджувалися на презирливому чи глузливому сміху, а не на комізмі, дотепності чи жарті.

## Теорія зверхності

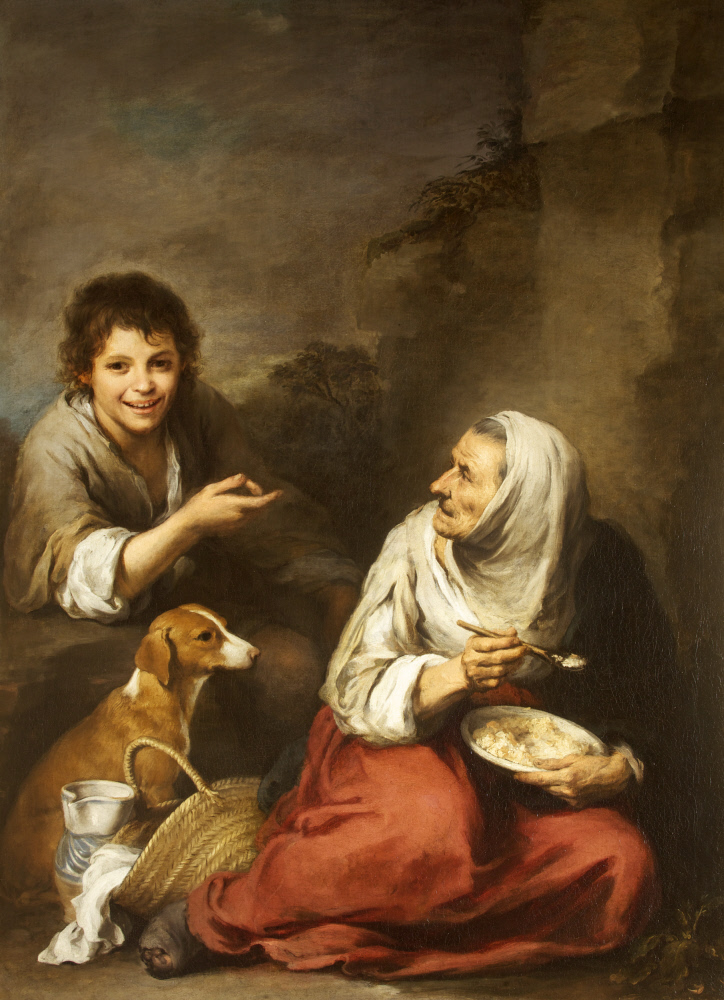
Хлопчик сміється з жебрачки. Картина Естебана Мурільйо, 1660—1665 рр.

Теорія зверхності як одна з теорій гумору походить з творів Платона, Аристотеля і Томаса Гоббса. Ця теорія пояснює, що людина сміється з недоліків інших людей, тому що ці вади стверджують її переваги на тлі недоліків інших.
Платон вважав сміх емоцією, що перешкоджає раціональному самоконтролю, тому радив уникати сміху. Комедію він характеризував як прояв презирства: «Люди, над якими ми сміємося, уявляють себе багатшими, красивішими чи шляхетнішими, ніж вони є насправді. Сміючись над ними, ми насолоджуємося чимось злим — їхнім самоневіглаством — і ця злоба є морально неприйнятною». Тому в уявній ідеальній державі він пропонував жорстко обмежувати комедію: «Ми накажемо, щоб такі видовища залишалися рабам або найнятим іноземцям і щоб вони не розглядалися серйозно. Жодна вільна людина, будь то жінка чи чоловік, не буде вчитися від них». Він також критикував «Іладу» та «Одіссею» за те, що там згадується сміх богів. На думку Платона, негідно зображати шляхетних людей, які сміються, а богів тим паче.
Хоча Арістотель вважав дотепність цінною частиною розмови, він погоджувався з Платоном, що сміх виражає презирство: «Більшість людей насолоджуються розвагами та жартами більше, ніж вони повинні… жарт — це різновид глузування, і законодавці забороняють деякі види глузування — можливо, їм слід було б заборонити і деякі види жартів». Дотепність, як писав він у «Риториці», є вихована зухвалість.
Стоїки, які наголошували на самоконтролі, погоджувалися з Платоном, що сміх зменшує самоконтроль. «Енхейридіон» Епіктета радить: «Нехай ваш сміх не буде гучним, частим або нестримним». Послідовники Епіктета стверджували, що він взагалі ніколи не сміявся. Таке ставлення до сміху та гумору вплинуло на ранньохристиянських мислителів, а через них на пізнішу європейську культуру. Їм сприяли описи сміху в Біблії, де вони здебільшого стосуються сміху над ворогами. Ранні християнські богослови, такі як Амвросій Медіоланський, Єронім Стридонський, Василій Великий, Єфрем Сирин та Іван Златоуст застерігали від надмірного сміху або й сміху взагалі. Вільям Прінн стверджував, що комедії «є грішними, язичницькими, розпусними, безбожними видовищами та найзгубнішим зіпсуттям».
Філософські аргументи проти сміху були посилені Томасом Гоббсом і Рене Декартом. «Левіафан» Гоббса (1651) описує людей як природних індивідуалістів і конкурентів. Якщо людина, згідно з Гоббсом, відчуває свою перевагу над іншою, то вона сміється: «І тому багато сміятися над вадами інших є ознакою малодушності. Для великих умів одна з належних справ полягає в тому, щоб допомагати іншим і звільняти їх від презирства; і порівнювати себе лише з найздібнішими». Подібне пояснення сміху того ж часу знаходимо в «Пристрастях душі» Декарта. Хоча він визнавав, що існують різні причини сміху, окрім зневаги, у третій частині цієї праці він розглядав сміх лише як вияв презирства та глузування.
У XVIII столітті панування теорії зверхності почало слабшати, коли Френсіс Гатчесон у 1750 році написав критику Гоббсового пояснення сміху. Як писав він, сміючись, люди можуть ні з ким себе не порівнювати, як, наприклад, коли вони сміються із вдалої рими у вірші. Він також зазначав, що джентльмен, побачивши на вулиці, наприклад, жебраків, відчує, що йому краще за них, але швидше відчує сум, аніж радість. А іноді люди сміються з персонажів, які демонструють дивовижні навички, яких бракує глядачам. Отож, сміх може походити від почуття зверхності, але далеко не обмежується ним.

## Теорія розрядки

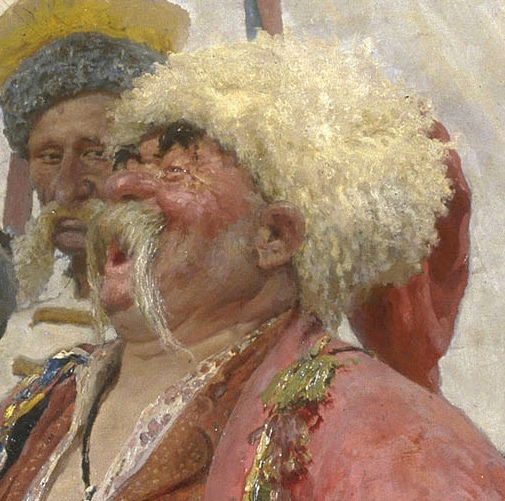
Згідно з теорією розрядки, гумор звільняє від надлишкової емоційної напруги. Фрагмент картини Іллі Рєпіна «Запорожці пишуть листа турецькому султану», між 1878 та 1891 рр.

Теорія розрядки стверджує, що гумор виконує функцію звільнення від надлишкової емоційної напруги. Ця теорія була викладена в есе лорда Шефтсбері 1709 року «Нарис про свободу дотепності та гумору», першій публікації, де «гумор» використано в сучасному розумінні смішності. Згідно з науковими уявленнями того часу, нерви переносять «тваринні духи», що наповнюють м'язи й відповідно рухають їх. Шефтсбері пояснював призначення сміху тим, що він вивільняє «тваринні духи», які створили тиск усередині нервів. Протягом наступних двох століть, у міру досліджень нервової системи, такі мислителі, як Герберт Спенсер і Зигмунд Фрейд, пояснювали, що сміх вивільняє накопичену нервову енергію. Так стається, коли в організмі накопичується енергія для певної дії, що виявляється потім непотрібною через зміну обставин. Наприклад, коли людина, слухаючи анекдот, готується проявити жаль щодо персонажа, але несподівана розв'язка робить жаль непотрібним. Фрейд пропонував, що різні види діяльності, на яку спрямована енергія, зумовлюють різні види гумору. В XX столітті таких поглядів на гумор дотримувався Джон Дьюї.
Пізніші дослідники майже не розвивали теорію розрядки через накопичення матеріалів, які засвідчували її обмеженість. Так, смішним може бути й дуже короткий жарт, за який не накопичилося б багато енергії, і далеко не весь гумор спирається на несподівану розв'язку ситуації.

## Теорія невідповідності

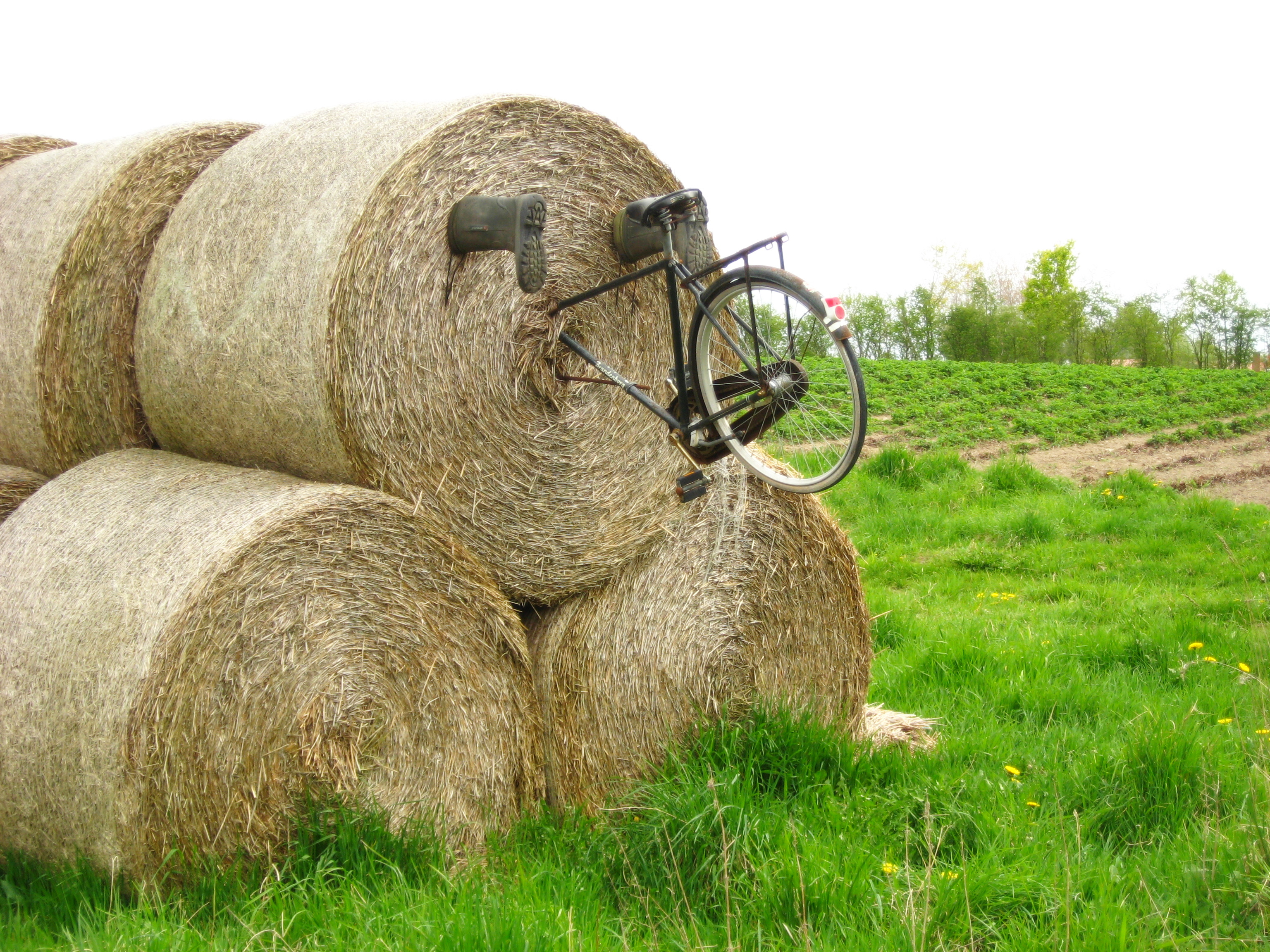
Невідповідність очікуванням розглядається як одна з підстав гумору

Теорія невідповідності описує підставою гумору сприйняття чогось невідповідного, що порушує розумові моделі та очікування. Такого підходу дотримувалися Джеймс Бітті, Іммануїл Кант, Артур Шопенгауер, Сьорен К'єркегор і багато пізніших філософів і психологів. Це панівна теорія гумору у сучасній філософії та психології.
Арістотель вказував, що невідповідність очікуванням є основою для принаймні деякого гумору. У «Риториці» він писав, що один із способів розсмішити — це створити очікування в авдиторії, а потім порушити його. Цицерон у своїй книзі «Про оратора» писав, що «Найпоширенішим видом жарту є той, у якому ми очікуємо одного, а говориться інше; тут наші власні розчаровані очікування змушують нас сміятися».
Джеймс Бітті стверджував, що сміх «схоже, виникає з погляду на речі, які несумісні, об'єднані в одну сукупність». Причиною жартівливого сміху є «дві чи більше непослідовних, невідповідних або несумісних частини або обставини, що вважаються об'єднаними в один складний об'єкт або сукупність, набуваючи певного взаємного відношення через особливий спосіб, у який розум їх помічає». Іммануїл Кант, сучасник Бітті, не використовував термін «невідповідність», але мав пояснення сміху над жартами та дотепами, які включають невідповідність: «Сміх — це почуття, що виникає внаслідок раптового перетворення напруженого очікування на ніщо. Це перетворення, яке, звичайно, не є приємним для розуміння, але опосередковано дає йому дуже активну насолоду на мить». Артур Шопенгауер знаходив причину гумору в різниці між чуттєвим сприйняттям речей і абстрактним раціональним знанням про ці речі. На думку Шопенгауера, гумор виникає, коли людина раптом помічає невідповідність між реальністю та її концепцією. Сьорен К'єркегор вбачав підставою гумору розуміння суперечності, що не є болючою чи руйнівною (в протилежному випадку виникає трагічне). Він писав, що сприйняті суперечності спонукають до звернення до віри, тому людина з релігійним поглядом на життя, швидше за все, розвиватиме гумор, і християнство є найбільш жартівливим поглядом на життя у світовій історії. У Карла Зольґера гумор і іронія також постають як метафізичні категорії, що виражають розуміння парадоксального зв’язку між нескінченним і скінченним. Скінченне заперечує себе в гуморі, щоб звільнити місце для вічного, нескінченного, а нескінченне заперечує себе, щоб утілитися в скінченному.
Томас Шульц і Джеррі Сулс стверджували, що в гуморі приваблива не сама невідповідність, а вирішення невідповідності. Приклади гумору, наведені цими теоретиками, зазвичай є жартами, у яких основна частина на мить викликає збентеження, але потім слухач переосмислює першу частину так, щоб вона мала якийсь сенс. Проте Джон Моррелл зауважує, що низка естетичних категорій — гротескне, макабричне, жахливе, химерне та фантастичне — передбачають негумористичне задоволення від певного порушення наших ментальних моделей і очікувань.